# Бульбівщина
Бульбівщина — колишнє село, входило до складу Садівської сільської ради, Сумський район, Сумська область.

## Населення
Відповідно до перепису населення СРСР, станом на 17 грудня 1926 року, чисельність населення становила 159 осіб, з них, за статтю: чоловіків — 80, жінок — 79, переважна національність — українська. Кількість господарств — 31.

## З історії
Село існувало з XVIII сторіччя до початку 1980-х років, згадувалося також як хутір Турчанинів. На Плані генерального межування 1783 року Харківської губернії Бульбівщина зазначена.
Станом на 1864 рік на хуторі нараховувалося 5 дворів та 34 жителі.
У Довідковій книзі для Харківської єпархії в 1904 році до приходу Іллінської церкви міста Суми були приписані хутори Гайок і Косівщина — за 4 версти, Бульбівка й Кононенкове — за 5 верст, Розсохуватий — за 7 верст.
Протягом 1945—1954 років — у складі Стріличанської сільської ради, 1954-1977-х — Великовільмівської, з 1977 — Садівської.
В середині 1980-х років Бульбівшину приєднано до селища Сад.

## Географічне розташування
Бульбівщина розташовується на лівому березі річки Сухоносівка, на відстані 1 км вище по течії знаходиться село Журавлине.